# Vigliano Biellese

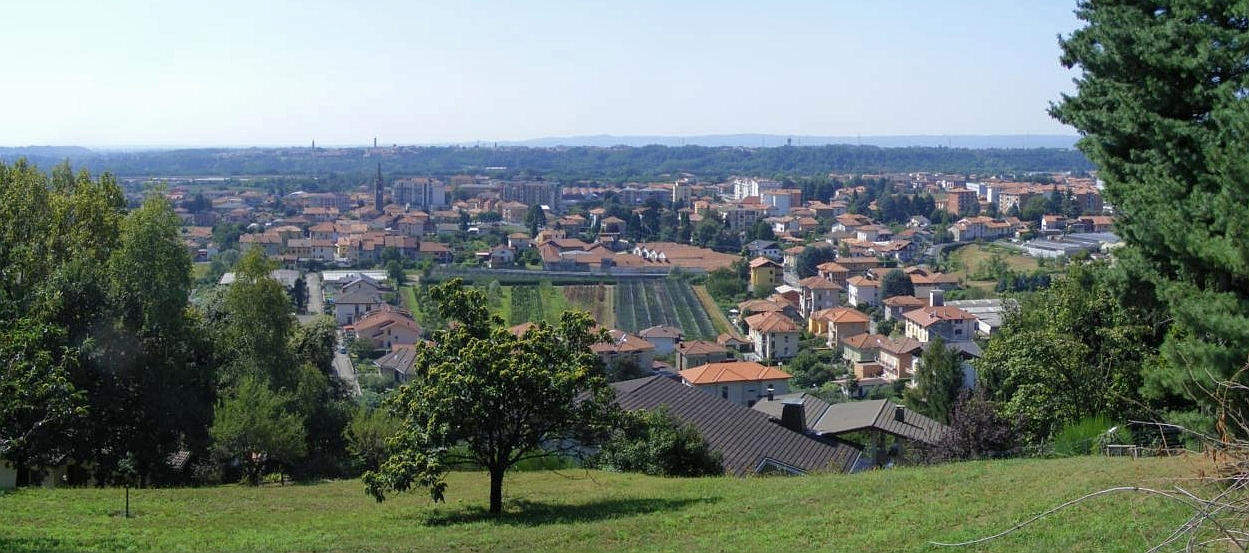
Panorama

Vigliano Biellese es una localidad y comune italiana de la provincia de Biella, región de Piamonte, con 8.493 habitantes.

## Evolución demográfica
| Gráfica de evolución demográfica de Vigliano Biellese entre 1861 y 2001 |
|                                                                         |
| Fuente ISTAT - elaboración gráfica de Wikipedia                         |